# HIP 57050
HIP 57050 eller GJ 1148, är en ensam stjärna i södra delen av stjärnbilden Stora björnen. Den har en skenbar magnitud av ca 11,86 och kräver ett  teleskop för att kunna observeras. Baserat på parallax enligt Gaia Data Release 3 på ca 90,69 mas beräknas den befinna sig på ett avstånd av ca 36 ljusår (ca 11 parsec) solen. Den rör sig närmare solen med en heliocentrisk radialhastighet av ca -9 km/s.

## Egenskaper
HIP 57050 är en röd till orange stjärna i huvudserien av spektralklass M4.0 V. Den har en massa av ca 0,36 solmassa, en radie av ca 0,4 solradie och utsänder energi från dess fotosfär motsvarande ca 0,015 gånger solen vid en effektiv temperatur av ca 3 200 K. Stjärnan har en metallicitet som är dubbelt så stor som solens och är bland de högsta i det nära solområdet. Den har en tyst kromosfär som visar liten magnetisk aktivitet. En minimal nivå av amplitudvariation från rotation tyder på att stjärnan ses från jorden nästan mot polen.

## Planetsystem
Ett team under astronomen Nader Haghighipour rapporterade 2010 upptäckten av en exoplanet med en massa motsvarande Saturnus i stjärnans beboeliga zon. Enligt Haghighipour är upptäckten viktig eftersom den "tyder på att observationstekniken är på rätt väg för att hitta beboeliga lågmassiga stenplaneter som liknar jorden."
Enligt dess upptäckare ger HIP 57050 b stöd för påståendet att planetbärande stjärnor av spektralklass M tenderar att vara metallrika, en korrelation som redan observerats i stjärnor av F-, G- och K-klasserna.
Vid den förväntade planetariska effektiva temperaturen kan atmosfären innehålla vattenmoln, potentiellt detekterbara av Hubble Space Telescope om den kunde fånga en planetpassage.
En andra exoplanet misstänktes, baserat på ytterligare mätningar av radiell hastighet vid W. M. Keck-observatoriet, och detta bekräftades 2017 av mätningar som gjordes vid Calar Alto-observatoriet.
| Planet | Massa         | Halv storaxel (AE) | Siderisk omloppstid (d) | Excentricitet  | Inklination | Radie |
| ------ | ------------- | ------------------ | ----------------------- | -------------- | ----------- | ----- |
| b      | 98,2 ± 2,9 M🜨 | 0,17 ± 0,02        | 41,3795 ± 0,0011        | 0,3824 ± 0,007 | -           | -     |
| c      | 74,0 ± 2,9 M🜨 | 0,914 ± 0,013      | 531,89 ± 0,5            | 0,408 ± 0,019  | -           | -     |